# Stazione di Sendai (Miyagi)

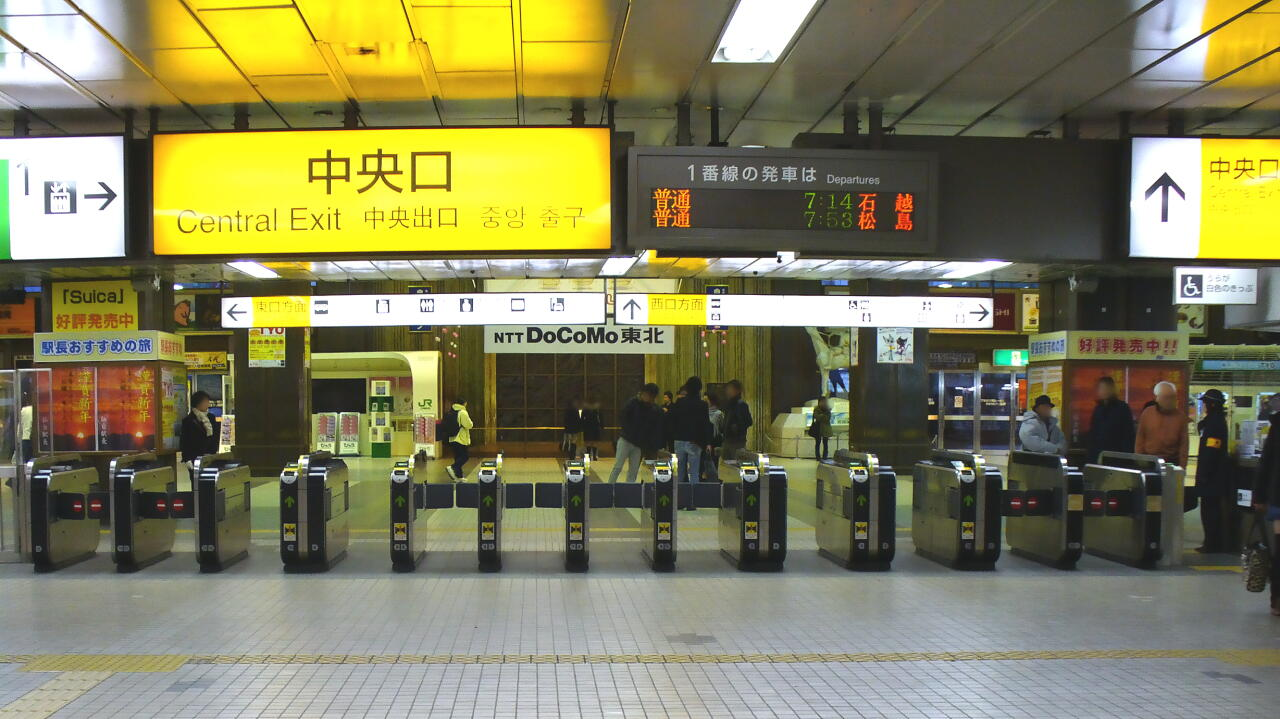
Vista dei tornelli di accesso centrali ai binari

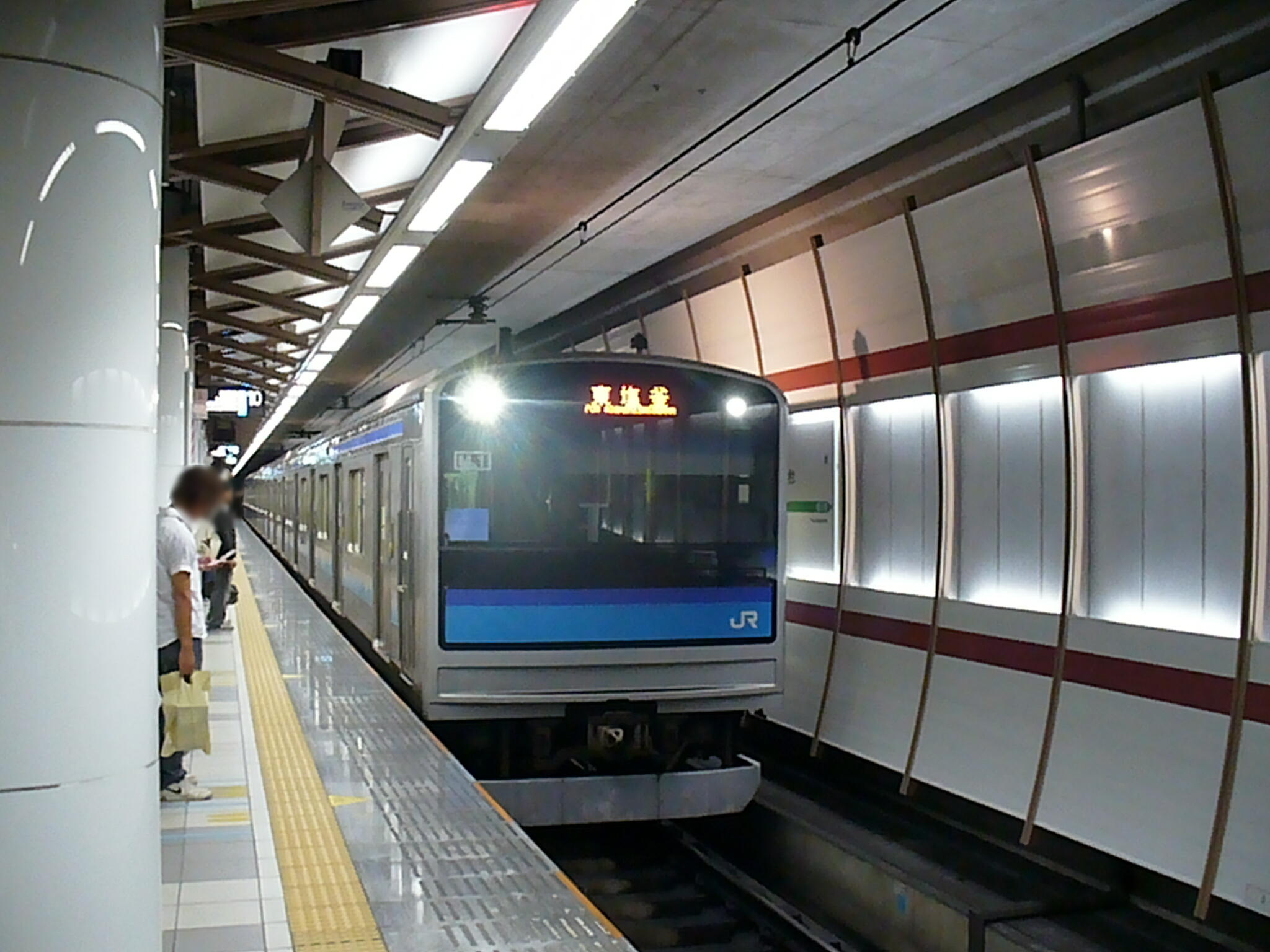
Treno della linea Senseki in sotterranea

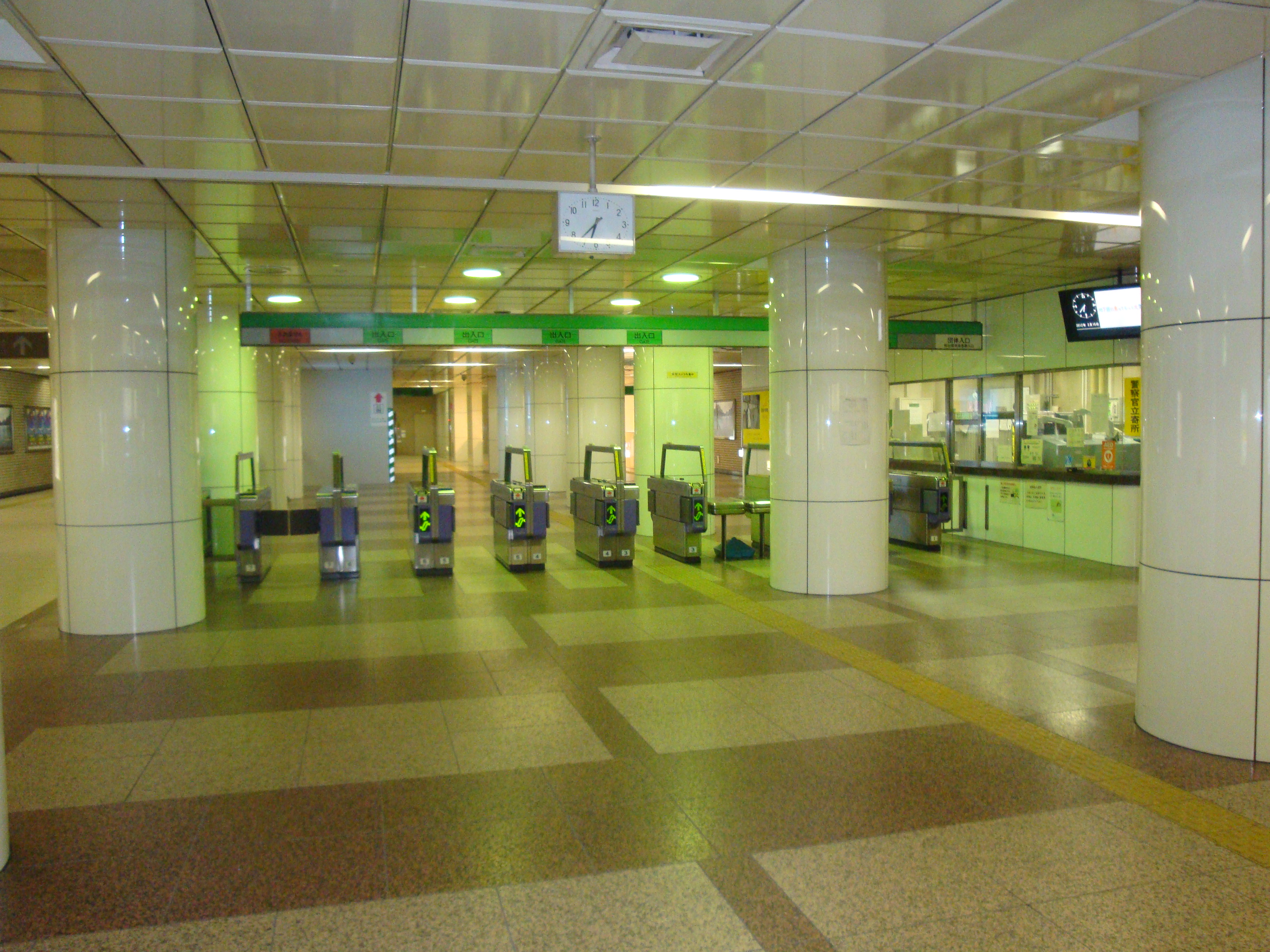
Vista del mezzanino della metropolitana

La stazione di Sendai (仙台駅?, Sendai-eki) è la principale stazione ferroviaria della città di Sendai, nella prefettura di Miyagi in Giappone. Si trova al confine fra i quartieri di Miyagino e Aoba, ed è in realtà costituita da diversi edifici che svolgono una funzione unitaria.

## Caratteristiche
Sebbene la stazione JR East e quella della metropolitana siano fisicamente separate, sono collegate da corridoi sotterranei. La stazione principale è in superficie (linee regionali) e su viadotto (Shinkansen), e svolge la funzione di hub per le linee JR East, ospitando sia il Tōhoku che l'Akita Shinkansen, così come diverse linee locali. Nel 2000 i binari della linea Senseki sono stati interrati fra la stazione di Sendai e quella di Aoba-dōri della metropolitana di Sendai.

## Linee

### Treni
JR East
■ Linea principale Tōhoku
■ Linea Senzan
■ Linea Senseki
■ Linea Jōban
 Tōhoku Shinkansen
 Akita Shinkansen
 Sendai Airport Transit
■ Linea Sendai Aeroporto

### Metropolitane
Metropolitana di Sendai
● Linea Nanboku
● Linea Tōzai

## Struttura

### Stazione JR East
Il fabbricato viaggiatori è costituito da un edificio di 4 piani e uno interrato. I mezzanini delle linee regionali si trovano al secondo piano (i binari sono al piano terra), mentre quelli degli Shinkansen al terzo piano (i binari sono al quarto piano). La linea Senseki, essendo interrata, possiede due binari passanti sottoterra, così come la metropolitana di Sendai. 
Il tetto della stazione è utilizzato come parcheggio per le automobili.
| Linee regionali - binari in superficie |                           |                          |                                                           |
| 1-2                                    | ■ Linea principale Tōhoku | (discendenti)            | per Rifu, Kogota, Ichinoseki e Morioka                    |
| 3                                      | ■ Linea principale Tōhoku | (ascendenti)             | per Shiroishi, Fukushima, Kōriyama e Kuroiso              |
| 3                                      | ■ Linea Sendai Aeroporto  | ■ Linea Sendai Aeroporto | per Natori e Sendai Aeroporto                             |
| 4                                      | ■ Linea principale Tōhoku | (discendenti)            | per Rifu, Kogota, Ichinoseki e Morioka                    |
| 4                                      | ■ Linea principale Tōhoku | (ascendenti)             | per Shiroishi, Fukushima, Kōriyama e Kuroiso              |
| 4                                      | ■ Linea Jōban             | ■ Linea Jōban            | per Iwanuma e Hamayoshida                                 |
| 4                                      | ■ Linea Sendai Aeroporto  | ■ Linea Sendai Aeroporto | per Natori e Sendai Aeroporto                             |
| 5-6                                    | ■ Linea principale Tōhoku | (ascendenti)             | per Shiroishi, Fukushima, Kōriyama e Kuroiso              |
| 5-6                                    | ■ Linea Jōban             | ■ Linea Jōban            | per Iwanuma e Hamayoshida                                 |
| 7-8                                    | ■ Linea Senzan            | ■ Linea Senzan           | per Ayashi, Sakunami e Yamagata                           |
| Linea Senseki (binari sotterranei)     |                           |                          |                                                           |
| 9                                      | ■ Linea Senseki           | (ascendenti)             | per Aoba-dōri                                             |
| 10                                     | ■ Linea Senseki           | (discendenti)            | per Tagajō, Hon-Shiogama, Matsushima-Kaigna e Takagimachi |
| Binari Shinkansen (su viadotto)        |                           |                          |                                                           |
| 11-12                                  | Tōhoku e Akita Shinkansen | (discendenti)            | per Morioka, Shin-Aomori, Shin-Hakodate-Hokuto e Akita    |
| 11-12                                  | Tōhoku Shinkansen         | (ascendenti)             | per Utsunomiya, Ōmiya e Tokyo                             |
| 13-14                                  | Tōhoku Shinkansen         | (ascendenti)             | per Utsunomiya, Ōmiya e Tokyo                             |

### Stazione della metropolitana
La stazione dispone di una banchina a isola con due binari sotterranei per la linea Nanboku. A partire dal 2015 verrà inaugurata anche la linea Tōzai che intersecherà a croce la Nanboku. La nuova linea passerà al quarto piano sotterraneo, e il mezzanino sarà in comune con questa, al primo piano sotterraneo. 
| 1 | ● Linea Nanboku | per Nagamachi e Tomizawa                 |
| 2 | ● Linea Nanboku | per Kita-Sendai, Asahigaoka e Izumi-Chūō |

## Attorno alla stazione

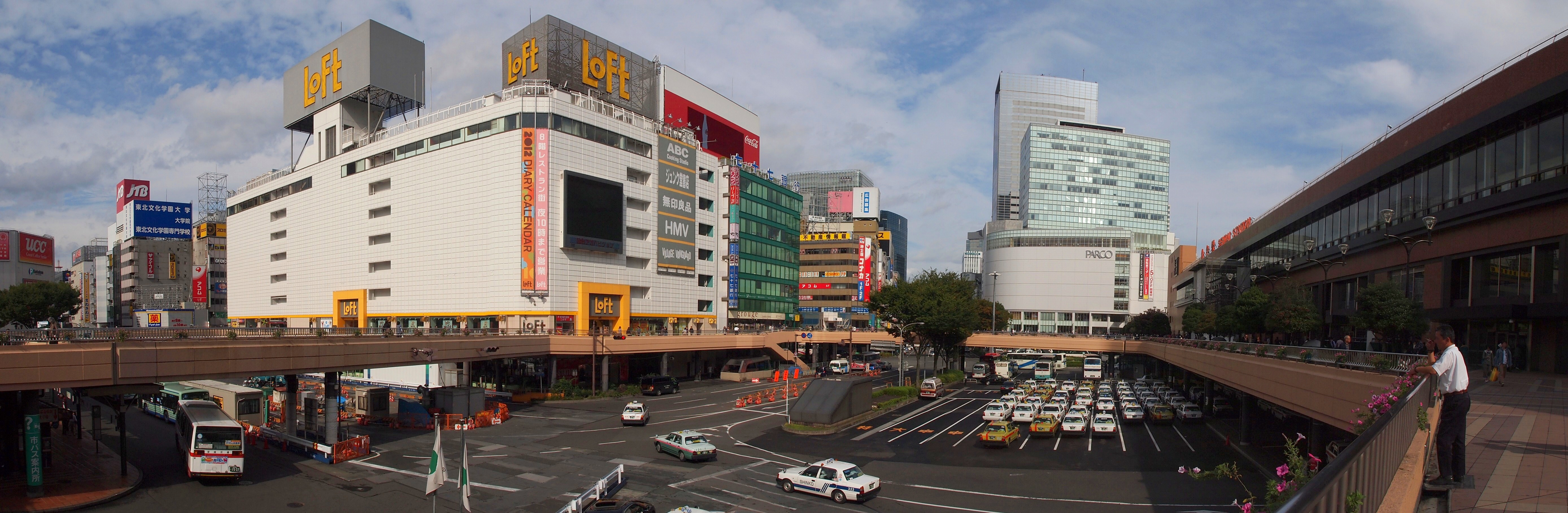
Vista del lato ovest della stazione di Sendai con il percorso pedonale

### Lato ovest (principale)
L'area esterna sul lato ovest della stazione è il tradizionale centro delle attività di Sendai, grazie alla vicinanza con quello che era un tempo il vero centro, nei pressi del castello di Sendai. Qui si trovano diversi grandi magazzini, come l'S-Pal, collegato con la stazione. All'uscita ci si trova su un grande percorso pedonale rialzato che permette di raggiungere i magazzini Loft, Sakurano, Jujiya, ed EBeanS, che ospita anche la libreria Junkudo, la più grande della regione del Tōhoku. L'AER Building è un grande edificio per uffici recentemente realizzato in un'area in fase di riconversione, ed è presente anche un'altra grande libreria, la Maruzen. 
La zona attorno alla strada Asaichi-dōri è famosa per il Sendai Asaichi, il mercato mattutino della città, che contiene diversi negozi e vende soprattutto cibo fresco. 
Sempre attraverso il percorso pedonale si può raggiungere il Sendai Metropolitan Hotel, che è molto comodo per i visitatori temporanei della città.

### Lato est
Il lato est della stazione è quello più recente. Rispetto a quello ovest contiene un minor numero di attività, ma il fatto che quest'area non fosse stata eccessivamente bombardata durante la seconda guerra mondiale ne ha reso meno prioritario lo sviluppo. Qui si trova la sede di Sendai di Yodobashi Camera, uno dei più grandi negozi di elettronica della città, i grandi magazzini BiVi e le zone commerciali di Beeb Sendai, Sendai Sunplaza e Zepp Sendai. A poca distanza si trova anche lo stadio di baseball di Miyagi.

## Stazioni adiacenti
| «                            | Servizio                  | »                       |
| Linea principale Tōhoku      | Linea principale Tōhoku   | Linea principale Tōhoku |
| ---------------------------- | ------------------------- | ----------------------- |
| Nagamachi                    | Locale                    | Higashi-Sendai          |
| Capolinea                    | Rapido diretto            | Ishinomaki              |
| Natori                       | Rapido Sendai City Rabbit | Capolinea               |
| Linea Sendai Aeroporto       |                           |                         |
| Nagamachi                    | Locale                    | Capolinea               |
| Natori                       | Rapido                    | Capolinea               |
| Linea Jōban                  |                           |                         |
| Nagamachi                    | Locale                    | Capolinea               |
| Linea Senseki                |                           |                         |
| Aoba-dōri                    | Locale Rapido verde       | Tsutsujigaoka           |
| Aoba-dōri                    | Rapido rosso              | Tagajō                  |
| Linea Senzan                 |                           |                         |
| Capolinea                    | Locale Rapido C           | Kita-Sendai             |
| Capolinea                    | Rapido A Rapido B         | Tōshōgū                 |
| Linea Nanboku                |                           |                         |
| Itsutsubashi                 | -                         | Hirose-dōri             |
| Linea Tōzai (in costruzione) |                           |                         |
| Ichibanchō                   | -                         | Shintera                |
| Tōhoku Shinkansen            |                           |                         |
| Shiroishi-Zaō                | -                         | Furukawa                |
| Akita Shinkansen             |                           |                         |
| Ōmiya                        | -                         | Morioka1                |

- 1: Alcuni treni fermano anche a Ichinoseki e Furukawa